# Acronia (escarabajo)
Acronia es un género de escarabajos longicornios.

## Especies
- Acronia gloriosa (Schultze, 1922)
- Acronia luzonica Schultze, 1934
- Acronia nigra Breuning, 1947
- Acronia perelegans Westwood, 1863
- Acronia pretiosa Schultze, 1917
- Acronia principalis (Heller, 1924)
- Acronia pulchella (Schultze, 1922)
- Acronia roseolata Breuning, 1947
- Acronia strasseni Schwarzer, 1931
- Acronia superba (Breuning, 1947)
- Acronia teterevi Barševskis, 2016
- Acronia vizcayana Vives, 2009
- Acronia ysmaeli Hüdepohl, 1989